# Dubplate
Dubplate to LP płyta gramofonowa prasowana w niewielkiej ilości w niedługim czasie przez producenta muzycznego czy DJ-a do jego własnego użycia. Pierwszymi płytami tego rodzaju były płyty reggae, dub, ragga i dance hall. Z upływem lat i pojawianiem się nowych stylów w muzyce termin ten rozszerzył się na nowe gatunki (mające swoje korzenia w muzyce reggae i dub).
Selektorzy wykorzystują zebrane duplate'y podczas sound clashy - pojedynków soundsystemów. Czym większa ranga artysty który nagrał dubplate dla Sound Systemu, tym większy prestiż dla tego ostatniego. 